# Compensació patrimonial
La compensació patrimonial es refereix a la compensació econòmica que té dret a rebre el cònjuge que, sense retribució (o amb retribució insuficient), s'hagi dedicat a la casa o hagi treballat per a l'altre cònjuge, quan s'extingeix el règim de separació de béns judicial, divorci o nul·litat del matrimoni.
El règim econòmic matrimonial de separació de béns és un règim matrimonial que reconeix de forma àmplia a cada cònjuge la propietat, gaudi, administració i disposició dels béns propis. Aquesta autonomia jurídica patrimonial fa que la seva configuració hagi adoptat determinades restriccions que no es donarien si s'apliqués el dret civil patrimonial en sentit estricte. Aquestes limitacions encaminades a determinar com s'han d'interpretar les relacions patrimonials entre els cònjuges en cas de crisi matrimonial, centrant-se en dues qüestions: la compensació econòmica i la situació de les propietats comunes i privatives de cadascun dels cònjuges, que poden donar lloc a reclamacions a conseqüència de la ruptura del matrimoni.

## En el codi de família de Catalunya
L'article 41 del Codi de Família de Catalunya recull aquest dret compensatori, la naturalesa d'aquest rau en la finalitat de trobar un mecanisme pal·liatiu davant una possible desigualtat entre els cònjuges que es pot donar en el règim de separació de béns.
La compensació patrimonial és de caràcter indemnitzador i facultatiu, és a dir, aquesta es concedeix només a petició del cònjuge que la pretén